# Matilla de los Caños (kommunhuvudort)
Matilla de los Caños är en kommunhuvudort i Spanien.   Den ligger i provinsen Provincia de Valladolid och regionen Kastilien och Leon, i den centrala delen av landet, 160 km nordväst om huvudstaden Madrid. Matilla de los Caños ligger 751 meter över havet och antalet invånare är 113.
Terrängen runt Matilla de los Caños är lite kuperad, och sluttar söderut. Runt Matilla de los Caños är det glesbefolkat, med 15 invånare per kvadratkilometer. Närmaste större samhälle är Tordesillas, 5,8 km sydväst om Matilla de los Caños. Trakten runt Matilla de los Caños består till största delen av jordbruksmark.